# Puerto deportivo de Orio

Contraseña de la provincia marítima de Pasajes a la que pertenece.

El puerto deportivo de Orio se encuentra en la margen del río que le da nombre en la provincia de Guipúzcoa.
Tiene capacidad para albergar 300 embarcaciones en una única dársena de 2 hectáreas.

## Otros puertos con amarres para embarcaciones deportivas en Guipúzcoa
- Puerto deportivo de Guetaria
- Puerto deportivo de Deva
- Puerto deportivo de Zumaya
- Puerto deportivo de Fuenterrabía
- Puerto deportivo de San Sebastián

- Datos: Q6092042